# إرفين هوفر

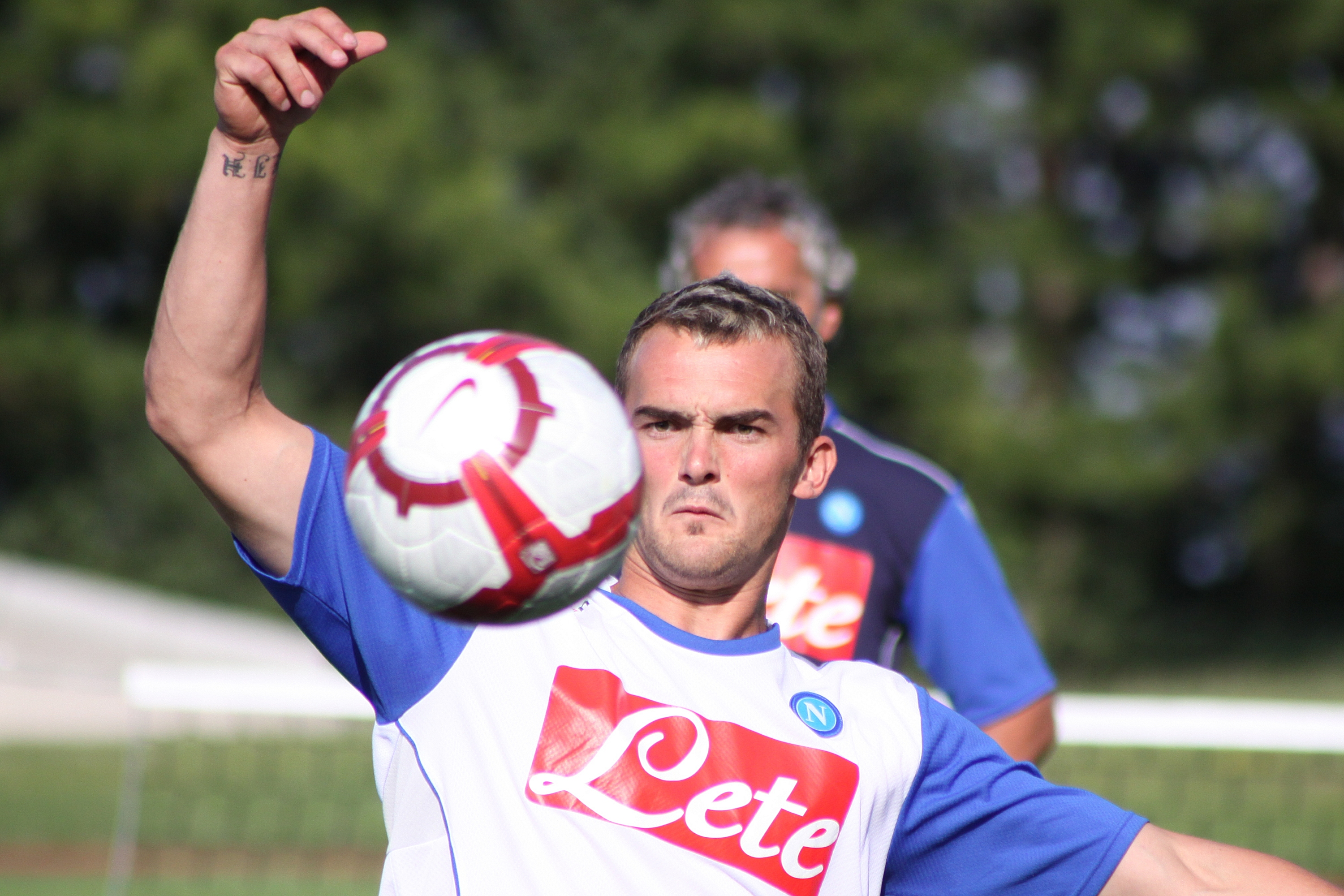
إروين هوفر

إروين هوفر (بالألمانية: Erwin Hoffer)، من مواليد 14 أبريل 1987 في بادن بي فيين في النمسا، لاعب كرة قدم نمساوي بدأ باللعب مع منتخب النمسا لكرة القدم في عام 2007. يلعب حاليًا مع نادي أدميرا فاكر مودلينغ في الدوري النمساوي الدرجة الممتازة. سبق له اللعب مع نادي نابولي الإيطالي بين أعوام 2013-2009. ونادي بيرسخوت البلجيكي بين أعوام 2019-2017.

## روابط خارجية
- إرفين هوفر على موقع الاتحاد الدولي (مؤرشف)  (الإنجليزية)
- إرفين هوفر على موقع الاتحاد الأوربي (الإنجليزية)
- إرفين هوفر على موقع قاعدة بيانات كرة القدم.إي يو (الإنجليزية)
- إرفين هوفر على موقع بيانات كرة القدم. دي إي (الألمانية)
- إرفين هوفر على موقع ناشيونال فوتبول تيمز (الإنجليزية)
- إرفين هوفر على موقع Soccerway.com (الإنجليزية)
- إرفين هوفر على موقع عالم كرة القدم.نت (الإنجليزية)
- إرفين هوفر على موقع كووورة
- إرفين هوفر على موقع AS.com (الإسبانية)